# Rubus missouricus
Rubus missouricus är en rosväxtart som beskrevs av Liberty Hyde Bailey. Rubus missouricus ingår i släktet rubusar, och familjen rosväxter. Inga underarter finns listade i Catalogue of Life.